# Hans Hatwig
Gerd Hans Hatwig, ibland även kallad Hans G. Hatwig, född 21 november 1946 i Frankfurt am Main, är en chefredaktör, regissör och manusförfattare, sedan många år verksam i Sverige.

## Verksamhet
Hans Hatwig kom till Sverige 1967, började som grovdiskare på Åhlén & Åkerlunds förlag och var därefter layoutare på porrkungen Curth Hsons förlag. Han blev därefter redaktör för ungdomstidningen Tiffany och startade 1974 idoltidningen Poster, vilken 1980 ersattes av Okej och var dess chefredaktör under tidningens storhetstid på 1980-talet. År 1992 startade han skämttidningen En ding ding värld. 2007 var han chefredaktör för Veckans nu och Royal.
Hans Hatwig gjorde både manus och regi till skräckfilmen Blödaren och barnfilmen Gröna gubbar från Y.R.. Han skrev också manus till Ha ett underbart liv, som regisserades av Ulf Malmros. Hatwig hade även en roll i filmen Den tredje vågen och var röstskådespelare i Dog Walk.
År 2014 gav han ut sina memoarer i två delar med titeln "Miljardären som visste för mycket", del 1 och 2. Titeln syftar dock inte på att Hans Hatwig blev miljardär på sina tidningar, utan memoarerna handlar till mycket stor del om miljardären John-Henry Sager som Hatwig påstår sig ha haft en mycket nära relation till under åren 1967–1984.
Enligt Hatwig skall Adolf Hitlers aska ha funnits i Sverige i 63 år.

## Filmografi
- 1983 – Blödaren
- 1984 – Taxibilder (TV-serie)
- 1986 – Gröna gubbar från Y.R.
- 1992 – Ha ett underbart liv
- 2003 – Den tredje vågen